# Municipio de North Litchfield
El municipio de North Litchfield (en inglés: North Litchfield Township) es un municipio ubicado en el condado de Montgomery en el estado estadounidense de Illinois. En el año 2010 tenía una población de 5148 habitantes y una densidad poblacional de 52,16 personas por km².

## Geografía
El municipio de North Litchfield se encuentra ubicado en las coordenadas 39°13′27″N 89°38′33″O / 39.22417, -89.64250. Según la Oficina del Censo de los Estados Unidos, el municipio tiene una superficie total de 98.7 km², de la cual 93.52 km² corresponden a tierra firme y (5.25%) 5.18 km² es agua.

## Demografía
Según el censo de 2010, había 5148 personas residiendo en el municipio de North Litchfield. La densidad de población era de 52,16 hab./km². De los 5148 habitantes, el municipio de North Litchfield estaba compuesto por el 96.87% blancos, el 0.54% eran afroamericanos, el 0.1% eran amerindios, el 0.93% eran asiáticos, el 0.12% eran isleños del Pacífico, el 0.39% eran de otras razas y el 1.05% pertenecían a dos o más razas. Del total de la población el 1.5% eran hispanos o latinos de cualquier raza.